# Beetle Adventure Racing
Beetle Adventure Racing ist ein 1999 erschienenes Rennspiel für das Nintendo 64. Es wurde gemeinsam von Paradigm Entertainment und Electronic Arts entwickelt und von Electronic Arts veröffentlicht.
Obwohl das Spiel bereits die neuen Volkswagen New Beetles enthält, sind viele Merkmale wie die Musik und die Levelinhalte auf die 1970er-Jahre zurückzuführen.
Die Lizenz für das Nutzen der New Beetles erlangte Paradigm ähnlich wie beim Film Jurassic Park II und des Mercedes-Benz M dadurch, dass der New Beetle gerade neu erschienen war und somit im Spiel als ideale Werbefläche auftrat.
Obwohl die Fahrzeuge wie New Beetles aussehen, steuern sie sich eher schwerfällig und an manchen Stellen action-lastig.

## Strecken
In Beetle Adventure Racing gibt es sechs verschiedene Strecken. Jede ist für ein N64-Rennspiel sehr groß ausgefallen und dauert drei Runden (sechs Minuten). Die Strecken bieten hier und dort eine zerstörbare Umgebung. Bei jedem Rennen befährt der Spieler zuerst einen kurzen Pfad, um die Strecke zu erreichen. Nach der dritten Runde wird der Spieler ebenfalls mit einer Absperrung auf einen Pfad gezwungen, um ins Ziel zu fahren.
Die Strecken sind fiktiv oder lehnen sich an echte Umgebungen an.

### Coventry Cove
- Schwierigkeitsgrad: Einfach
- Schauplatz: England/Schottland
- Verfügbar: Ja

Die einfachste Strecke im Spiel. Man fährt durch einen Heißluftballon-Wettbewerb, über einen riesigen Klippenwasserfall, durch ein altes Dorf, Schiffdocks, über Abstellgleise, Stonehenge, Bergbauminen und durch eine zerstörte Burg mitsamt einem Kloster.

### Mount Mayhem
- Schwierigkeitsgrad: Einfach
- Schauplatz: Alpen
- Verfügbar: Ja

Eine einfache Strecke mit vielen Abkürzungen. Gefahren wird durch ein kleines Dorf, eine Kristallhöhle sowie viele verwinkelte Hügellandschaften. Außerdem ist eine befahrbare Ski-Schanze zu finden.

### Inferno Isle
- Schwierigkeitsgrad: Mittel
- Schauplatz: Abenteuerinsel
- Verfügbar: Freispielen durch Meisterschaftsgrad Anfänger

Eine anspruchsvollere Strecke. Die Strecke fängt bei einem Strand an, führt durch ein Jurassic-Park-Gehege, wo ein T-Rex darauf wartet, einen Beetle zu erwischen, führt über ein dicht besiedeltes Dorf an der See, durch einen Vulkan, bis hin zu einem brennenden Dorf.

### Sunset Sands
- Schwierigkeitsgrad: Mittel
- Schauplatz: Oase/Wüste
- Verfügbar: Freispielen durch Meisterschaftsgrad Fortgeschritten

Eine kurvige Strecke. Kommt man vom Weg ab, verliert man leicht die Orientierung. Die Strecke führt größtenteils durch eine Wüste. Außerdem fährt man durch zahlreiche Tempelbauten, eine riesige Pyramide, eine Stadt in der Wüste und an einer Oase vorbei.

### Metro Madness
- Schwierigkeitsgrad: Schwer
- Schauplatz: Stadt, fiktive Nachbildung von Las Vegas
- Verfügbar: Freispielen durch Meisterschaftsgrad Profi

Diese Strecke ist sehr verwinkelt. Angefangen über eine Autobahn fährt man durch die Stadt. In der Stadt führt die Strecke durch ein Vergnügungsviertel, einen Kanal und ein Industriegebiet. Die zahlreichen Abkürzungen wie ein Kino, eine Hochbahntrasse, ein Casino und ein Hotel geben viele Möglichkeiten einen guten Platz zu erzielen. Die Strecke endet im Bahnhof im Industriegebiet.

### Wicked Woods
- Schwierigkeitsgrad: Schwer
- Schauplatz: Mysteriöser Wald
- Verfügbar: Freispielen von Meisterschaftsgrad Bonus

Gefahren wird hauptsächlich in einem dunklen Wald. Während der Fahrt kommt man an alten Windmühlen auf einer Ebene, einem Glockenturm, einem düsteren kleinen Dorf und einer Drachenhöhle voller Gold vorbei. Auf den Abkürzungen befinden sich unter anderem eine befahrbare Geistervilla mit einem kerkergleichen Tunnel und eine Zone voller blauer Riesenpilze und Halloweenkürbisse.

## HSV Adventure Racing
Eine abgeänderte Version unter dem Namen „HSV Adventure Racing“ wurde ein Jahr später in Australien veröffentlicht. Hier wurden die New Beetles durch HSV-Autos ersetzt. Paradigm gab jedoch keine Auskünfte, warum hier nicht die Lizenzierung von den New Beetles fortgesetzt wurde.

## Multiplayer
Das Spiel kann mit bis zu vier Spielern gespielt werden.

### Zweispieler
Im Zweispieler-Modi kann man die Strecken zu zweit mit Computerspieler fahren.

### Vierspieler
Mit zwei bis vier Spielern kann man den sogenannten „Beetle-Battle“-Modus benutzen. Wer hier als erster sechs verschiedenfarbige Käfer in der Arena findet und ins Ziel fährt, gewinnt das Spiel. Zerschellt man jedoch mit seinen Wagen oder wird von seinen Freunden mit Items angegriffen, verliert man einen Käfer. Es gibt Items, die überall als Kästen auf der Fahrbahn zerstreut sind, wie Unbesiegbarkeit, Turbo oder Raketenwerfer. Die Strecken sind meistens Schauplätze aus den Hauptstrecken wie die Tiefgarage aus Metro Madness oder die Burgruine aus Coventry Cove.

## Hintergrund
Trotz des großen Erfolges und vielen verkauften Exemplaren erschien kein Nachfolger.

## Musik
Die Musik wurde an die 1970er angelehnt und wurde von Phil Western, Scott Blackwood und Brenden Tennant produziert. Scott Blackwood war ebenfalls der Produzent.
Das Level Mount Mayhem benutzte Ausschnitte von der Musik Last Christmas von Wham!.

## Virtual Console
Auf der ESRB-Homepage wurde Beetle Adventure Racing als zukünftiges Spiel in der Virtual Console aufgelistet.
Der Termin steht jedoch noch nicht fest. Ob es Veränderungen oder Add-ons gibt oder sogar die HSV Adventure Racing-Version zum Download bereitsteht, ist auch ungeklärt.